# James Bradley
Pour les articles homonymes, voir James Bradley (homonymie) et Bradley.
James Bradley (mars 1693–13 juillet 1762) est un astronome britannique. Astronome royal de 1742 à 1762, il est le troisième directeur de l'observatoire de Greenwich.
James Bradley est le premier à confirmer expérimentalement la révolution de la Terre autour du Soleil par des observations stellaires, donc par l'explication afférente de l'aberration de la lumière qu'il démontre. Il rend plus précise la mesure de la vitesse de la lumière. il découvre le phénomène de nutation, soit l’oscillation de l'axe de rotation de la Terre.

## Biographie

### Formation
James Bradley naît à Selborne dans le Gloucestershire en mars 1693. On ne connaît de lui rien de notable jusqu'au moment où il contracte la variole ; c'est son oncle, James Pound, un ecclésiastique qui le soigne. Son oncle est également astronome et il lui fait partager son goût pour l'astronomie.
Bradley entre au Balliol College à l'université d'Oxford le 15 mars 1711. Il devient Bachelor of Arts en 1714 et Master of Arts en 1717. En 1718, Edmund Halley recommande son élection à la Royal Society.
Il prend les ordres et devient l'année suivante vicaire de Bridstow, une petite sinécure au pays de Galles que lui procure un ami, Samuel Molyneux, également astronome. En 1719, l'oncle James Pound et son neveu James Bradley obtiennent « pour les limites de la parallaxe solaire, déduite de celle de Mars, les nombres 12" et 9" ». En 1721 il est invité à occuper la chaire savilienne d'astronomie à l'université d'Oxford, ce qui met fin à sa carrière ecclésiastique. Il donne en même temps des cours de « philosophie expérimentale » (de science) à l'Ashmolean Museum.

### Observations et découvertes
En 1725, Bradley commence ses observations pour mesurer la parallaxe d'étoiles. Par deux observations successives de la position de γ Draconis (l'étoile Gamma du Dragon) faites avec Molyneux, il découvre que la position apparente de l'étoile ne s'est pas déplacée dans le sens prévu. Au bout d'une année, les positions successives forment une petite ellipse : l'aberration astrométrique. 
Trois ans plus tard, après avoir observé la modification d'orientation d'un drapeau flottant au vent sur un bateau en mouvement, il découvre et explique l'aberration de la lumière. Il fournit ainsi la première confirmation stellaire expérimentale de la révolution de la Terre autour du Soleil. Il comprend aussi que ses mesures lui permettent d'évaluer la vitesse de la lumière à 10 210 fois plus rapide que celle du déplacement de la Terre autour du Soleil. En dépit du fait que la distance de la Terre au Soleil n'est alors pas connue, il en déduit néanmoins le temps que la lumière met à parvenir du Soleil à la Terre et l'évalue à 8 minutes et 12 secondes, valeur correcte à 10 secondes près. Ces résultatssont publiés en 1727 dans les Philosophical Transactions of the Royal Society.
Durant la même période, il découvre aussi une oscillation, qu'il nomme nutation, de l'axe de rotation de la Terre, due à l'attraction conjuguée du Soleil et la Lune. Il observe toutefois le phénomène durant un cycle complet (18,6 années) avant d'annoncer sa découverte en 1748.

### Reconnaissance et fin de vie
En 1742, Bradley succède à Edmund Halley comme astronome royal à l'observatoire de Greenwich. Sa réputation lui permet d'acquérir un instrument plus performant pour l'observatoire, qui lui permet un grand nombre d'observations durant les 20 ans de sa direction. En 1748, il reçoit la médaille Copley.
Malade, il se retire en 1762 à Chalford dans le Gloucestershire et y meurt le 13 juillet. La publication de ses observations est retardée de plusieurs années en raison de controverses à propos de leur paternité. Les travaux de Friedrich Wilhelm Bessel auront été nécessaires pour comprendre leur importance fondamentale.
L'astéroïde (2634) James Bradley porte son nom.

## Œuvres choisies
- A letter to the Right Honourable George Earl of Macclesfield : Concerning an apparent motion observed in some of the fixed stars sur Google Livres, 1747
- « A letter from the Reverend Mr. James Bradley Savilian professor of astronomy at Oxford, and F.R.S. to Dr. Edmond Halley Astronom. Reg. &c. giving an account of a new discovered motion of the fix'd stars », p. 637, dans Phil. Trans. Vol. 35, 1727
- Astronomical Observations made at the Royal Observatory at Greenwich from the year 1750 to the year 1762, 1798
- Miscellaneous works and correspondence sur Google Livres, Oxford, 1832